# Alexander Salák
Alexander Salák (* 5. ledna 1987 Strakonice) je bývalý český profesionální hokejový brankář.

## Osobní život
Alexander Salák má dvě sestry, Petru a Zuzanu.
Svou dlouholetou přítelkyni Michaelu si vzal 3. července 2010. Dne 29. října 2011 se páru narodil syn Frederick. Dne 20. září 2013 se jim narodil druhý syn Sebastian, dne 16. února 2015 dcera Charlotte Mia, 12. září 2016 druhá dcera Beatrice Anna a 7. dubna 2021 se jim narodil třetí syn Benjamin Hugo. Dne 23. září 2023 se manželům narodil čtvrtý syn Marvin.
Je členem týmu Real TOP Praha, v jehož dresu se zúčastňuje charitativních zápasů a akcí.

## Hráčská kariéra
Salák je odchovancem HC Strakonice. V dorosteneckém věku se přesunul do českobudějovického hokejového klubu, v jehož mládežnických mužstvech působil do roku 2006. Během sezony 2005/06 si zachytal také 2. národní ligu, když nastoupil dvakrát za HC Strakonice a jednou za HC Tábor. Za áčko Budějovic v extralize nenastoupil.
V létě 2006 zamířil do Finska, kde první rok chytal druhou nejvyšší soutěž za JoKP. V letech 2007–09 hájil barvy TPS Turku ve finské nejvyšší soutěži, kde si vydobyl pozici prvního brankáře.
V létě 2009 vstoupil do klubu NHL Florida Panthers. Za hlavní celek ovšem nastoupil v premiérové sezoně pouze dvakrát – 9. října při svém debutu jako střídající gólman na ledě Carolina Hurricanes a v prosinci se potom ještě objevil při utkání na ledě Washington Capitals, oba zápasy Florida prohrála. Během ročníku působil jako jednička farmy Panterů Rochester Americans v American Hockey League, kde v základní části odchytal 46 utkání a vysloužil si nominaci do utkání hvězd soutěže.
Před sezonou 2010/11 byl představen jako nová posila švédského klubu Färjestad BK, jemuž svými výkony pomohl k mistrovskému titulu. Práva na hráče pro NHL mezitím získal tým Chicago Blackhawks, se kterým brankář 31. května 2011 podepsal dvouletou smlouvu.
V úvodu sezony 2011/12 nefiguroval na soupisce hlavního mužstva Blackhawks, což znamenalo, že zahájil sezonu na farmě. Během ročníku byl povolán i do prvního mužstva, ovšem do zápasu nenastoupil. V AHL odchytal kvůli zdravotním problémům pouze 21 zápasů. Po sezoně se rozhodl pro návrat do Färjestads BK. V sezoně 2012/13 měl nejvyšší procentuální úspěšnost zákroků a nejnižší průměr inkasovaných branek ve švédské lize, navíc vytvořil rekordní sérii bez inkasovaného gólu (201 minut a 18 sekund).
Od sezony 2013/14 nastupoval za SKA Petrohrad v KHL, kde podepsal dvouletý kontrakt. V ročníku 2014/15 jej však klub propustil, poté podepsal kontrakt s jiným klubem soutěže – HK Sibir Novosibirsk. O většinu ročníku 2016/17 přišel kvůli zranění v jejím úvodu. Sezonu 2018/19 působil v klubu Lokomotiv Jaroslavl. V sezóně 2019/2020 chytal za lotyšské mužstvo Dinamo Riga.
V prosinci 2020 byl představen jako posila pražské Sparty v české extralize. Tu však v průběhu druhé sezóny opustil, když s ním klub v lednu 2022 rozvázal smlouvu. O ukončení kontraktu požádal podle oficiálního stanoviska klubu samotný hráč. Salák následně zamířil do švédského týmu Djurgårdens IF Hockey.

## Reprezentace
Salák má na kontě 11 utkání v reprezentaci do 17 let a pětkrát hájil branku „dvacítky“. Byl účastníkem v České republice pořádaného mistrovství světa do 18 let 2005, kde dělal dvojku Ondřeji Pavelcovi.
Do A-týmu reprezentace byl poprvé povolán na Channel One Cup 2008, který je součástí série Euro Hockey Tour. Reprezentační debut si odbyl na tomto turnaji, hraném v Moskvě, 18. prosince 2008 proti Finsku (2:5). Trenér Vladimír Růžička jej zařadil i do přípravy na mistrovství světa 2009. V té Salák odchytal 12. dubna 2009 utkání v Ingolstadtu proti Německu (5:3), ovšem na světový šampionát nominován nebyl.
V sezoně 2010/2011, kterou strávil ve Färjestads, nastoupil proti Finsku na Švédských hokejových hrách (12.2.2011, 2:3).
Od svého návratu do Evropy v roce 2012 byl stabilním členem reprezentace, účastnil se i mistrovství světa 2013. V lednu 2014 ho trenér národního mužstva Alois Hadamczik nominoval na olympijské hry, které se uskutečnily v ruském Soči. Vladimír Růžička jej nominoval na mistrovství světa 2014 (4. místo).
Růžička označil Saláka za brankářskou jedničku na mistrovství světa 2015 pořádané v Česku. V průběhu druhého utkání byl však vystřídán Ondřejem Pavelcem, který chytal i v následujících utkáních.
Celkem odchytal za reprezentaci čtyřicet utkání.

## Ocenění a úspěchy
- 2006 ČHL-20 – Nejnižší průměr inkasovaných branek
- 2006 ČHL-20 – Nejúspěšnější brankář
- 2010 AHL – All-Star Game
- 2010 AHL – Nováček měsíce října 2009
- 2011 SEL – Nejvíce čistých nul
- 2013 SEL – Nejnižší průměr inkasovaných branek
- 2013 SEL – Nejúspěšnější brankář
- 2014 KHL – Nejlepší brankář měsíce listopadu 2013
- 2014 MS – Top tří nejlepších hráčů v týmu
- 2015 KHL – Utkání hvězd
- 2016 KHL – Utkání hvězd
- 2016 KHL – Nejlepší brankář měsíce října 2015

## Prvenství

### NHL
- Debut – 9. října 2009 (Carolina Hurricanes proti Florida Panthers)
- První inkasovaný gól – 9. října 2009 (Carolina Hurricanes proti Florida Panthers, kanadským útočníkem Rodem Brind'Amourem)

### KHL
- Debut – 6. září 2013 (Avangard Omsk proti SKA Saint Petersburg)
- První inkasovaný gól – 6. září 2013 (Avangard Omsk proti SKA Saint Petersburg, ruským obráncem Kirillem Ljaminem)
- První vychytaná nula – 16. září 2013 (SKA Saint Petersburg proti KHL Medveščak)

### ČHL
- Debut – 12. ledna 2021 (HC Kometa Brno proti HC Sparta Praha)
- První inkasovaný gól – 12. ledna 2021 (HC Kometa Brno proti HC Sparta Praha, českým útočníkem Jakubem Klepišem)
- První vychytaná nula – 5. března 2021 (HC Sparta Praha proti HC Kometa Brno)

## Statistiky

### Základní části
| Sezona       | Tým                   | Liga         | Z   | V   | P  | R | Pvp | MIN  | OG  | ČK | POG  | %ChS |
| ------------ | --------------------- | ------------ | --- | --- | -- | - | --- | ---- | --- | -- | ---- | ---- |
| 2005–06      | HC Strakonice         | 2.ČHL        | 2   | 0   | 2  | 0 | 0   | 120  | 8   | 0  | 4.00 | —    |
| 2005–06      | HC Tábor              | 2.ČHL        | 1   | 1   | 0  | 0 | 0   | 60   | 1   | 0  | 1.00 | —    |
| 2006–07      | Jokipojat             | Mestis       | 35  | —   | —  | — | —   | —    | —   | —  | 2.81 | .918 |
| 2007–08      | Turun Palloseura      | SM-l         | 31  | —   | —  | — | —   | 1757 | 76  | 1  | 2.59 | .915 |
| 2008–09      | Turun Palloseura      | SM-l         | 52  | 20  | 20 | — | 9   | 2981 | 119 | 4  | 2.40 | .923 |
| 2009–10      | Florida Panthers      | NHL          | 2   | 0   | 1  | — | 0   | 67   | 6   | 0  | 5.41 | .850 |
| 2009–10      | Rochester Americans   | AHL          | 48  | 29  | 14 | — | 0   | 2557 | 123 | 1  | 2.89 | .910 |
| 2010–11      | Färjestad BK          | SEL          | 32  | 19  | 12 | — | 0   | 1857 | 61  | 7  | 1.97 | .926 |
| 2011–12      | Rockford IceHogs      | AHL          | 21  | 6   | 10 | — | 0   | 1048 | 47  | 0  | 2.69 | .903 |
| 2012–13      | Färjestad BK          | SEL          | 41  | 25  | 15 | — | 0   | 2453 | 66  | 7  | 1.61 | .939 |
| 2013–14      | SKA Saint Petersburg  | KHL          | 34  | 18  | 12 | — | 0   | 2049 | 67  | 3  | 1.96 | .929 |
| 2014–15      | SKA Saint Petersburg  | KHL          | 19  | 14  | 4  | — | 0   | 1105 | 44  | 1  | 2.39 | .914 |
| 2014–15      | Sibir Novosibirsk     | KHL          | 21  | 14  | 5  | — | 0   | 1260 | 34  | 2  | 1.62 | .945 |
| 2015–16      | Sibir Novosibirsk     | KHL          | 52  | 26  | 15 | — | 0   | 3023 | 95  | 6  | 1.89 | .938 |
| 2016–17      | Sibir Novosibirsk     | KHL          | 15  | 5   | 4  | — | 0   | 795  | 26  | 2  | 1.96 | .939 |
| 2017–18      | Sibir Novosibirsk     | KHL          | 37  | 14  | 17 | — | 1   | 1924 | 81  | 1  | 2.53 | .917 |
| 2018–19      | Lokomotiv Jaroslavl   | KHL          | 20  | 9   | 6  | — | 3   | 1099 | 34  | 4  | 1.86 | .922 |
| 2019–20      | Dinamo Riga           | KHL          | 32  | 8   | 19 | — | 3   | 1836 | 77  | 2  | 2.52 | .912 |
| 2020–21      | Sparta Praha          | ČHL          | 11  | 8   | 2  | — | 0   | 626  | 17  | 1  | 1.63 | .940 |
| 2021–22      | Sparta Praha          | ČHL          | 23  | 14  | 9  | — | 0   | 1327 | 58  | 1  | 2.62 | .899 |
| 2021–22      | Djurgårdens IF Hockey | SHL          | 8   | 4   | 4  | — | 0   | 478  | 19  | 1  | 2.38 | .929 |
| Celkem v NHL | Celkem v NHL          | Celkem v NHL | 2   | 0   | 1  | — | 0   | 67   | 6   | 0  | 5.41 | .850 |
| Celkem v KHL | Celkem v KHL          | Celkem v KHL | 230 | 108 | 82 | — | 14  | —    | —   | 21 | 2.10 | .928 |

### Play-off
| Sezona       | Tým                  | Liga         | Z  | V  | P  | MIN  | OG | ČK | POG  | %ChS |
| ------------ | -------------------- | ------------ | -- | -- | -- | ---- | -- | -- | ---- | ---- |
| 2006–07      | Jokipojat            | Mestis       | 3  | —  | —  | —    | —  | 0  | 2.39 | .931 |
| 2007–08      | Turun Palloseura     | SM-l         | 1  | —  | —  | —    | —  | 0  | 4.43 | .872 |
| 2008–09      | Turun Palloseura     | SM-l         | 8  | 4  | 4  | 489  | 16 | 0  | 1.96 | .951 |
| 2009–10      | Rochester Americans  | AHL          | 2  | 0  | 1  | 69   | 5  | 0  | 4.37 | .884 |
| 2010–11      | Färjestad BK         | SEL          | 9  | 8  | 1  | 562  | 22 | 0  | 2.35 | .904 |
| 2012–13      | Färjestad BK         | SEL          | 10 | 5  | 5  | 616  | 24 | 1  | 2.34 | .922 |
| 2013–14      | SKA Saint Petersburg | KHL          | 10 | 6  | 4  | 622  | 20 | 2  | 1.93 | .940 |
| 2014–15      | HK Sibir Novosibirsk | KHL          | 14 | 8  | 5  | 803  | 21 | 1  | 1.57 | .943 |
| 2015–16      | HK Sibir Novosibirsk | KHL          | 9  | 5  | 4  | 524  | 16 | 2  | 1.83 | .942 |
| 2018–19      | Lokomotiv Jaroslavl  | KHL          | 6  | 2  | 3  | 248  | 9  | 1  | 2.18 | .912 |
| 2020–21      | HC Sparta Praha      | ČHL          | 6  | 4  | 2  | 360  | 11 | 2  | 1.83 | .938 |
| Celkem v KHL | Celkem v KHL         | Celkem v KHL | 39 | 21 | 16 | 2197 | 66 | 6  | 1.80 | .928 |

### Reprezentace
| Rok                    | Tým                    | Soutěž                 | Z  | V | P | R | MIN  | OG | ČK | POG  | %ChS |
| ---------------------- | ---------------------- | ---------------------- | -- | - | - | - | ---- | -- | -- | ---- | ---- |
| 2005                   | Česko 18               | MS-18                  | 1  | 0 | 0 | 0 | 48   | 1  | 0  | 1.24 | .929 |
| 2013                   | Česko                  | MS                     | 3  | 1 | 2 | 0 | 297  | 7  | 0  | 1.42 | .938 |
| 2014                   | Česko                  | OH                     | 2  | 0 | 0 | 0 | 70   | 2  | 0  | 1.72 | .929 |
| 2014                   | Česko                  | MS                     | 10 | 5 | 4 | 0 | 576  | 22 | 2  | 2.29 | .897 |
| 2015                   | Česko                  | MS                     | 2  | 0 | 1 | 0 | 88   | 8  | 0  | 5.44 | .742 |
| Juniorská reprezentace | Juniorská reprezentace | Juniorská reprezentace | 1  | 0 | 0 | 0 | 48   | 1  | 0  | 1.24 | .929 |
| Seniorská reprezentace | Seniorská reprezentace | Seniorská reprezentace | 17 | 6 | 7 | 0 | 1031 | 39 | 2  | 2.27 | .899 |